# ريوسوكي نومورا
ريوسوكي نومورا (باليابانية: 野村亮介؛ بالكانا: のむら りょうすけ) هو لاعب كرة قاعدة ياباني، ولد في 9 يوليو 1993 في شيزوكا في اليابان.

## وصلات خارجية
- ريوسوكي نومورا على موقع الدوري الياباني لكرة القاعدة (الإنجليزية)
- ريوسوكي نومورا على موقعبيزبول رفرنس.كوم (الدوري الثانوي) (الإنجليزية)